# Delia Barriga
Delia Lourdes Barriga Ciudad (Distrito de Bellavista, Callao, 8 de diciembre de 1960) es una difusora de la ciencia y tecnología y activista por los derechos de la mujer peruana.

## Reseña biográfica
Entre 1979 y 1985, estudió Derecho en la Pontificia Universidad Católica del Perú y Economía en la Universidad Nacional Federico Villareal. Posteriormente, siguió estudios de postgrado en Administración, Finanzas, Relaciones Internacionales e Integración Latinoamericana. 
Desde el 2003, el Centro de Investigación ha incursionado en estrategias para el desarrollo del aprendizaje; control de gestión en procesos administrativos, pedagógicos y curriculares; modelamiento de competencias, según indicadores de logro cognitivo; gestión y certificación en calidad; entre otras. Actualmente, está en operaciones en colegios del Norte Grande.

## Proyectos

### Fuerza por la Paz
En el 2001, fundó la asociación civil sin fines de lucro Fuerza por la Paz dedicada a visibilizar la discriminación de poblaciones vulnerables en Perú con énfasis en poblaciones afroperuanas.
En su calidad de Presidenta de Fuerza por la Paz, integra la Mesa de Trabajo de las Mujeres Afroperuanas del Ministerio de la Mujer y Poblaciones Vulnerables y miembro de la Mesa de Trabajo Afroperuana del Congreso de la República. Además, también es impulsora y promotora del Colectivo “Diseños Étnicos Afro” donde ha organizado numerosos eventos de visibilización de la cultura inspirada en motivos étnicos afro incluyendo desfiles de moda.

### FabLab Perú
En el 2010, apoyó la creación de la asociación civil FabLab en Perú como parte de la red de Fablabs Internacional como “un centro de investigación privado, sin afiliación partidaria y sin fines de lucro registrado en el Perú, que tiene por finalidad avanzar el estado del arte de la fabricación digital y la biología sintética así como generar nuevas interrelaciones entre el Arte, Ciencia y Tecnología a través de la investigación aplicada y la indagación creativa”. El proyecto contó con el apoyo de la Agencia Española de Cooperación Internacional para el Desarrollo y en coordinación con el Center for Bits and Atoms del Instituto Tecnológico de Massachusetts y el Instituto de Arquitectura Avanzada de Cataluña. En el año 2011, FabLab Perú organizó el Congreso Mundial de FabLabs en Lima (Fab7) y desde entonces coordina en calidad de “supernodo” la replicación de laboratorios de fabricación digital en Perú y el resto de Latinoamérica. A la fecha, existen catorce (14) laboratorios de fabricación digital en Perú en diversas instituciones públicas y privadas y más de 150 en América Latina.
FabLab Perú, como representante de la sociedad civil, es parte de la Mesa de Alto Impacto del Ministerio de la Producción, y de la Comisión para el Desarrollo de la Sociedad de la Información del Ministerio de Transportes y Comunicaciones.

## Premios y reconocimientos
En el año 2016, recibió el premio STEM Education Award otorgado por la Fab Foundation y Chevron. En el 2018, fue reconocida por la Cámara de Comercio de Lima como Mujer Líder y Emprendedora por su trabajo en ciencia y tecnología y por la Municipalidad Metropolitana de Lima con el Premio MUNINET por su contribución al programa de fortalecimiento de capacidades, tecnología y emprendimiento de dicha institución.  